# Bemidji
Bemidji [bəˈmɪdʒiː] ist eine Stadt (mit dem Status „City“) und Verwaltungssitz des Beltrami County im Norden des US-amerikanischen Bundesstaates Minnesota. Das U.S. Census Bureau hat bei der Volkszählung 2020 eine Einwohnerzahl von 14.574 ermittelt.

## Name
Bemidji ist nach dem Ojibwe-Ausdruck bemijigamaag, „See der kreuzenden Wasser“, benannt.

## Geographie
Bemidji liegt rund 300 Kilometer nordwestlich der Twin Cities an der Südwestküste des vom oberen Mississippi durchflossenen Lake Bemidji auf 47°28′25″ nördlicher Breite und 94°52′49″ westlicher Länge. Die Stadt erstreckt sich über 36,62 km², die sich auf 33,46 km² Land- und 3,16 km² Wasserfläche verteilen.

## Demografische Daten
Nach der Volkszählung im Jahr 2010 lebten in Bemidji 13.431 Menschen in 5339 Haushalten. Die Bevölkerungsdichte betrug 401,4 Einwohner pro Quadratkilometer. In den 5339 Haushalten lebten statistisch je 2,18 Personen.
Ethnisch betrachtet setzte sich die Bevölkerung zusammen aus 81,3 Prozent Weißen, 1,2 Prozent Afroamerikanern, 11,3 Prozent amerikanischen Ureinwohnern, 1,4 Prozent Asiaten, 0,1 Prozent Polynesiern sowie 0,3 Prozent aus anderen ethnischen Gruppen; 4,4 Prozent stammten von zwei oder mehr Ethnien ab. Unabhängig von der ethnischen Zugehörigkeit waren 1,9 Prozent der Bevölkerung spanischer oder lateinamerikanischer Abstammung.
19,4 Prozent der Bevölkerung waren unter 18 Jahre alt, 65,8 Prozent waren zwischen 18 und 64 und 14,8 Prozent waren 65 Jahre oder älter. 52,3 Prozent der Bevölkerung war weiblich.
Das mittlere jährliche Einkommen eines Haushalts lag bei 33.974 US-Dollar. Das Pro-Kopf-Einkommen betrug 18.801 USD. 23,2 Prozent der Einwohner lebten unterhalb der Armutsgrenze.

## Bildung
Bemidji ist Sitz mehrerer Hochschuleinrichtungen. Dazu gehören neben der Bemidji State University auch das Northwest Technical College und das Oak Hills Christian College.

## Infrastruktur
Rund sieben Kilometer nordwestlich der Innenstadt befindet sich der Bemidji Regional Airport, einer der größten Regionalflughäfen Minnesotas.

## Sonstiges
Bemidji ist als „Curling-Hauptstadt“ der Vereinigten Staaten bekannt. So konnte der Bemidji Curling Club mit Pete Fenson und Cassandra Potter bereits mehrfach Medaillen bei Weltmeisterschaften und Olympischen Spielen für die USA gewinnen. Weiterhin spielt die erste Staffel der Fernsehserie Fargo größtenteils in dieser Stadt und deren Umgebung.

## Söhne und Töchter der Stadt
- Jane Russell (1921–2011), Schauspielerin
- Lou Wangberg (* 1941), Politiker
- Scott Baird (* 1951), Curler
- Dave Casper (* 1951), American-Football-Spieler
- David Tomassoni (1952–2022), US-amerikanisch-italienischer Eishockeyspieler und Politiker
- Keith Hanson (* 1957), Eishockeyspieler
- Pete Fenson (* 1968), Curler und Bronzemedaille-Gewinner bei den Olympischen Spielen
- Kurtis Miller (* 1970), Eishockeyspieler
- Kari Erickson (* 1971), Curlerin und Silbermedaillen-Gewinnerin bei der Curling-Weltmeisterschaft
- Natalie Nicholson (* 1976), Curlerin und Silbermedaillen-Gewinnerin bei der Curling-Weltmeisterschaft
- Joe Motzko (* 1980), Eishockeyspieler
- Matt De Marchi (* 1981), Eishockeyspieler
- Cassandra Potter (* 1981), Weltmeisterin und Olympiasiegerin im Curling